# 土谷晃浩
土谷 晃浩（つちや あきひろ、1968年（昭和43年）3月3日 - ）は、日本の大蔵・財務官僚。

## 経歴
千葉県柏市出身。開成高等学校を経て、1990年3月に東京大学法学部卒業。国家公務員採用Ⅰ種試験（法律）に合格し、同年4月大蔵省入省
2024年（令和6年）7月31日、財務省国際局長に就任。2025年（令和7年）7月1日、辞職。

## 年譜
基本的な出典
- 1990年
  - 03月：東京大学法学部卒業
  - 04月：大蔵省入省
- 1996年07月：国税庁関東信越国税局足利税務署
- 1997年07月：大蔵省証券局証券市場課課長補佐
- 1998年06月：大蔵省金融企画局市場課課長補佐
- 1999年
  - 07月：大蔵省大臣官房付
  - 07月：（併）内閣官房内閣内政審議室（内閣官房副長官秘書官）
- 2001年
  - 01月：財務省大臣官房付
  - 01月：（併）内閣官房副長官補付（内閣官房副長官秘書官）
  - 07月：財務省主税局国際租税課課長補佐
- 2002年07月：財務省主税局調査課課長補佐
- 2003年
  - 07月：財務省主税局税制第二課課長補佐
  - 07月：（併）財務省主税局税制第二課企画調整室長
- 2004年
  - 07月：財務省大臣官房付
  - 07月：（併）内閣官房副長官補付・内閣官房郵政民営化準備室室員
- 2005年08月：財務省国際局開発機関課課長補佐
- 2006年07月：財務省国際局総務課課長補佐
- 2008年07月：財務省大臣官房文書課広報室長
- 2009年07月：財務省大臣官房秘書課財務官室長
- 2010年07月：財務省主計局主計企画官（財政分析担当）
- 2011年
  - 01月：財務省大臣官房付
  - 01月：（命）内閣府特命担当大臣（経済財政政策等担当）秘書官事務取扱（与謝野馨内閣府特命担当大臣）
  - 01月：（命）社会保障と税の一体改革担当大臣秘書官事務取扱（与謝野馨国務大臣）
  - 09月：財務省主計局主計企画官（財政分析担当）
- 2012年07月13日：財務省主計局給与共済課長[6]
- 2013年06月28日：財務省主計局主計官（厚生労働係第二担当）[7]
- 2014年07月09日：財務省国際局国際機構課長[8]
- 2015年07月13日：財務省国際局開発機関課長[9]
- 2017年07月07日：財務省国際局総務課長[10]
- 2019年07月05日：財務省大臣官房審議官（国際局担当）[11]
- 2021年07月16日：財務省国際局次長[12]
- 2024年07月31日：財務省国際局長[3][4]
- 2025年07月01日：辞職[5]